# 三朝町立三朝中学校
三朝町立三朝中学校（みささちょうりつ みささちゅうがっこう）は、鳥取県東伯郡三朝町本泉にある公立中学校。

## 沿革
- 1947年（昭和22年）4月 - 三朝・三徳・小鹿三ヶ村組合立三朝中学校創立。三朝・三徳・小鹿各小学校に教場を設置[2]。
- 1949年（昭和24年）1月 - 独立校舎落成、三徳校舎を本校へ移す。
- 1950年（昭和25年）5月1日 - 小鹿校舎が独立し小鹿村立小鹿中学校設立。三朝・三徳二ヶ村組合立三朝中学校と改称。
- 1953年（昭和28年）11月1日 - 五ヶ村合併により町制施行、東伯郡三朝町が発足に伴い、三朝町立三朝中学校と改称。
- 1961年（昭和36年）4月1日 - （旧）三朝・旭・竹田・小鹿中学校を統合し（新）三朝中学校を新設。
- 1963年（昭和38年）4月1日 - 新校舎落成、完全統合。校歌制定。（作詞：吉田啓文、作曲：小泉恵）
- 1991年（平成3年）5月 - 姉妹都市・フランスのラマルー・レ・バン（英語版）訪問団の出発。
- 2010年（平成22年）11月6日 - 第5回全国学校給食甲子園・特定非営利活動法人21世紀構想研究会特別賞を受賞[3]
- 2014年（平成26年）12月 - 第9回全国学校給食甲子園・優秀賞（タニコー賞）受賞[4]

## 部活動

### 運動部
- 野球部
- 陸上部
- サッカー部
- バスケ部（男子・女子）
- 卓球部
- テニス部
- バレー部
- バドミントン部

### 文化部
- 美術部
- 吹奏楽部

## 出身者
- 清水成眞（僧侶） - 三徳山・皆成院住職
- 知久馬二三子（政治家） - 元社会民主党衆議院議員

## 校区
- 三朝町全域（三朝町立三朝小学校の学区と同一）

## 校区内の主な施設
- 三朝温泉

## アクセス
- 日ノ丸バス三朝線「三朝町役場前」バス停より500m。